# MERA25 (Deutschland)
MERA25 (aus dem Griechischen Μέτωπο Ευρωπαϊκής Ρεαλιστικής Ανυπακοής Métopo Evropaïkís Realistikís Anypakoís, zu deutsch etwa „Europäische realistische Ungehorsamfront“) ist eine deutsche Partei der paneuropäischen Partei Democracy in Europe Movement 2025 (DiEM25). Sie wurde am 28. November 2020 erstmals unter dem Namen Demokratie in Europa gegründet und dann am 13. November 2021, in Anlehnung an die griechische Partei mit gleichem Namen, in MERA25 umbenannt.

## Geschichte

### Europawahlen
Democracy in Europe Movement 2025 (DiEM25) wurde am 9. Februar 2016 in der Volksbühne in Berlin gegründet. In einem mitgliederinternen europaweiten Online-Votum wurde die Gründung einer Sonstigen Politischen Vereinigung (SPV) in Deutschland für die Europawahl 2019 beschlossen. Sie wurde am 2. Juni 2018 in Frankfurt am Main unter dem Namen Demokratie in Europa – DiEM25 gegründet. Laura Müller und Jasper Finkeldey wurden bei der Mitgliederversammlung am 24. November 2018 zu den beiden Vorsitzenden gewählt. Spitzenkandidat für die Europawahl in Deutschland war der ehemalige griechische Finanzminister Yanis Varoufakis. Unterstützt wurde sie von Demokratie in Bewegung und mut. Die Partei erhielt 130.072 Stimmen (0,3 Prozent) in Deutschland und damit kein Mandat für das Europäische Parlament.
Bei der Europawahl 2024 erhielt die Partei 116.800 Stimmen (0,3 %).

### Zweifache Parteigründung
Am 28. November 2020 wurde die sonstige Politische Vereinigung (SPV) unter dem Namen Demokratie in Europa als Partei gegründet. Am 13. November 2021 wurde die Partei erneut gegründet und übernahm den Namen des griechischen Wahlflügels ΜέΡΑ25.
MERA25 trat erstmals zu einer Landesparlamentwahl am 14. Mai 2023 zur Wahl zur Bremischen Bürgerschaft an. Die Kampagne war ausschließlich aus Einzelspenden finanziert und fokussierte sich auf das Thema Wohnen. Auf die Partei entfielen 0,6 % aller gültigen Stimmen. Am 8. Oktober 2023 bei der Landtagswahl in Hessen 2023 trat die Partei im Wahlkreis Frankfurt am Main V an und erhielt 99 Erststimmen.

### Aktivitäten im Kontext des Gaza-Krieges
Die Partei war 2024 an der Organisation des umstrittenen und von der Polizei aufgelösten „Palästina-Kongresses“ beteiligt.

## Positionen

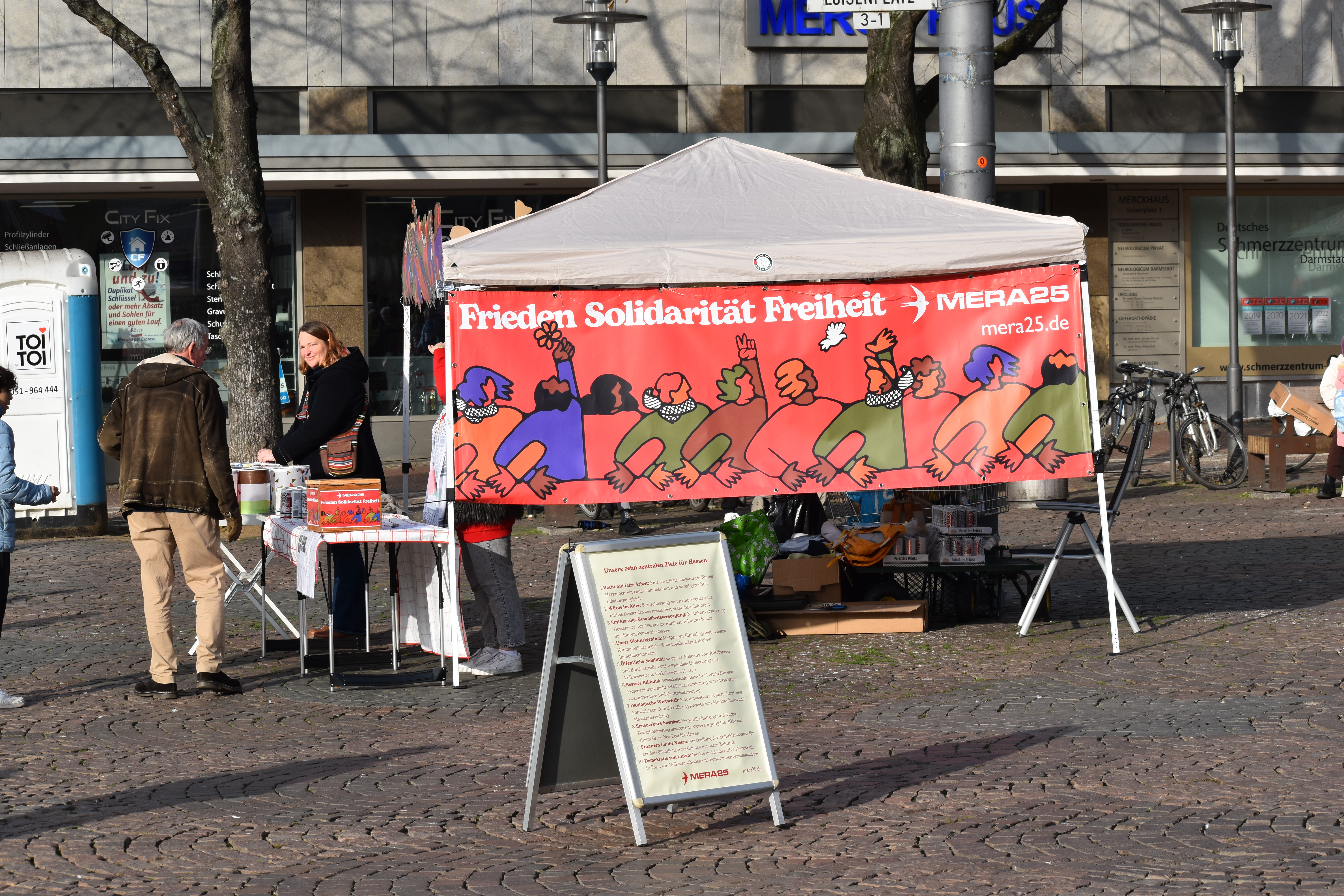
Infostand von MERA25 in Darmstadt, Hessen

Soziale Politik und Radikaldemokratie stehen für MERA25 im Fokus ihrer politischen Ausrichtung. Sie nennt u. a. als Programmpunkte:
- soziale Sicherheit mit garantierter Rente, Wohnraum und Gesundheitsversorgung
- Arbeiterrechte, wie Arbeitsplatzgarantie, 4-Tage-Woche, eine „universelle Grunddividende“ und erhöhte Gehälter in Sozial- und Dienstleistungsberufen
- den Green New Deal für Klimaneutralität bis 2030 bei Investitionen in Wirtschaft, Energie, Bau- und Agrarsektor und den Arbeitsmarkt
- gegen erhöhte Militärausgaben
- Gerechtigkeit für marginalisierte Gruppen, Privatpersonen gegenüber Staat und Wirtschaft sowie Staaten des Globalen Südens; dabei soll Migration entkriminalisiert sowie Frontex abgeschafft und durch Such- und Rettungsmissionen ersetzt werden
- die Demokratisierung der Europäischen Union, die zum jetzigen Zeitpunkt eine Institution mit oligarchischen Zügen sei, deren Politik sich der demokratischen Kontrolle durch ihre Bürger entziehe
- die Erhebung einer „Anklage gegen die israelische Apartheid, Genozid und die deutsche Mitschuld“[21]

## Wahlergebnisse

### Bundestagswahl
| Jahr | Erststimmen | Erststimmen | Erststimmen            | Zweitstimmen | Zweitstimmen | Zweitstimmen           |
| Jahr | Stimmen     | %           | Änderung Prozentpunkte | Stimmen      | %            | Änderung Prozentpunkte |
| ---- | ----------- | ----------- | ---------------------- | ------------ | ------------ | ---------------------- |
| 2025 | 658         | 0,0         | +0,0                   | 6.994        | 0,0          | +0,0                   |

### Europawahl
| Jahr | Wahl            | Stimmenanteil | Sitze |
| ---- | --------------- | ------------- | ----- |
| 2019 | Europawahl 2019 | 0,3 %         | 0/96  |
| 2024 | Europawahl 2024 | 0,3 %         | 0/96  |

## Landesverbände
MERA25 organisiert sich in lokalen Gruppen, die jeweils einem Landesverband zugeordnet sind, der die Aktivitäten auf Landesebene koordiniert.
|  | Landesverband       | Vorsitzende                         | Ergebnis Landtagswahl | Ergebnis der Europawahl 2024 | Ergebnis der Bundestagswahl 2025 |
|  | ------------------- | ----------------------------------- | --------------------- | ---------------------------- | -------------------------------- |
|  | Baden-Württemberg   | Nelly Lickert, Konstantinos Tselios |                       | 0,2 %                        |                                  |
|  | Bayern              | Ramona Rösch, Christian König       |                       | 0,2 %                        |                                  |
|  | Berlin              | Marie-Alice Morel, Karin De Rigo    |                       | 1,4 %                        | 0,1 %                            |
|  | Bremen              | Emilia Pramova, Jan Genin           | 0,6 % (2023)          | 0,7 %                        | 0,1 %                            |
|  | Hamburg             | Danielle Page, Nazanine Elsamdoust  |                       | 0,7 %                        |                                  |
|  | Hessen              | Draženka Večerin, Vincent Welsch    | 0,0 % (2023)          | 0,4 %                        |                                  |
|  | Niedersachsen       | N. N.                               | Nicht zugelassen      |                              |                                  |
|  | Nordrhein-Westfalen | Sharareh Shahedali, Faraz Baghaei   |                       | 0,3 %                        | 0,0 %                            |
|  | Thüringen           | Sarah Faenner, Hagen Stahnecker     |                       | 0,1 %                        |                                  |